# Michał Michalak
Pour les articles homonymes, voir Michalak.
Michał Michalak, né le 2 novembre 1993 à Pabianice, est un joueur international polonais de basket-ball. Il évolue au poste d'arrière.

## Carrière

### Ses débuts
Natif de Pabianice dans la voïvodie de Łódź, Michał Michalak y commence à jouer au basket-ball. En 2006, il rejoint le ŁKS Łódź, le principal club de la région, avec lequel il disputera les championnats nationaux chez les cadets et les juniors. Au cours de la deuxième partie de saison 2008-2009, à l'âge de quinze ans, il joue ses premiers matchs avec l'équipe première, en deuxième division. À l'été 2009, il signe un contrat de trois ans avec le Polonia 2011 Varsovie, spécialiste dans la formation des jeunes joueurs.
À l'été 2010, il participe avec la Pologne au championnat du monde des 17 ans et moins qui se déroule à Hambourg. La Pologne est battue en finale par les États-Unis.
À l'été 2011, Michalak joue le championnat du monde des moins de 19 ans. L'équipe polonaise y obtiendra une 7e place. Il participe également au championnat d'Europe des 18 ans et moins qui se tient en Pologne. La Pologne est battue en quart de finale et termine à la 6e place.
En janvier 2012, après trois ans passés à Varsovie, il fait son retour dans le club de Łódź, promu en première division. Malgré les mauvais résultats du club (qui terminera dernier du classement), il parvient à son jeune âge à tirer son épingle du jeu, en jouant en moyenne 33,9 minutes par match pour 17,2 points marqués. Entre-temps, en avril, il est invité au Nike Hoop Summit qui se déroule à Portland, imitant son ancien coéquipier du Politechnika Varsovie Mateusz Ponitka qui y avait été convié l'année précédente. Ce match réunit les étoiles montantes du basket-ball mondial et oppose une équipe de jeunes américains à une sélection de joueurs du reste du monde. Lors de cette rencontre, remportée par la sélection mondiale sur le score de 84 à 75, il inscrit cinq points, capte un rebond et délivre deux passes en treize minutes de jeu.

### International avec le Trefl Sopot
À l'été 2012, il signe un contrat de trois ans avec le Trefl Sopot, vice-champion de Pologne et qualifié en EuroCoupe. Il commence la saison 2012-2013 en gagnant son premier titre, une Supercoupe de Pologne. En février 2013, il remporte la Coupe de Pologne en dominant l'AZS Koszalin, puis termine la saison en quart de finale du championnat avec une moyenne de 14,6 minutes jouées pour 5,6 points marqués.
Lors de la saison suivante, il améliore ses statistiques (21,8 minutes et 8,9 points de moyenne), tout en remportant à nouveau la Supercoupe. En championnat, le Trefl est stoppé au stade des demi-finales par le Stelmet Zielona Góra et bat le Rosa Radom pour la médaille de bronze. Michalak est lui désigné meilleur jeune du championnat.
Lors de la saison 2014-2015, Michalak enregistre à nouveau de bonnes statistiques, avec 30,1 minutes et 14,2 points de moyenne. Il fait également ses débuts avec l'équipe de Pologne lors des qualifications pour l'Eurobasket 2015.
Le 24 août 2016, il change de club et devient un joueur du Turów Zgorzelec. En fin de saison 2016-2017, il rejoint le Basket Brescia en Italie, pour le dernier match de la saison régulière et dans l'optique de disputer les playoffs. Il y remplace l'arrière David Moss, blessé. Malheureusement pour lui, malgré ses 13 points inscrits contre Pistoia, son nouveau club perd le match et n'intègre pas le top 8.
Le 17 juillet 2017, il s'engage avec le Basket Saragosse 2002 en Espagne.
Le 1er août 2018, il rejoint l'Anwil Włocławek. Dans ce club de haut de tableau, il tourne à 12,1 points de moyenne (en 23,8 minutes de jeu) lors de la saison régulière, avant de baisser de régime lors des playoffs (5,9 points et 16,3 minutes de moyenne), qui voient l'Anwil et Michalak remporter le titre de champion.
Le 31 octobre 2019, il rejoint le Legia Varsovie. Dans le contexte de pandémie de Covid-19 qui empêche la saison de se terminer normalement, il termine meilleur marqueur du championnat de Pologne avec 21,9 points inscrits de moyenne.
En mai 2022, Michalak rejoint les Levallois Metropolitans, club qui participe aux playoffs du championnat de France, jusqu'à la fin de la saison. Il pallie l'absence sur blessure de Jordan McRae.

## Palmarès
En club
- Champion de Pologne en 2019
- Vainqueur de la Coupe de Pologne en 2013
- Vainqueur de la Supercoupe de Pologne en 2012 et 2013

En sélection
- Vice-champion du monde -17 ans en 2010

Distinctions personnelles
- Meilleur jeune du championnat de Pologne en 2014
- Meilleur marqueur du championnat de Pologne en 2020 (21,9 pts de moyenne)